# Лофинг, Макс
Макс Лофинг (нем. Max Lohfing; 20 мая 1870, Бланкенхайн — 9 сентября 1953, Гамбург) — немецкий оперный певец (бас-баритон). Брат певца Роберта Лофинга.
Получил образование как учитель, затем изучал вокал в Лейпциге у Бодо Борхерса. В 1894 г. дебютировал на оперной сцене Меца в партии отшельника («Вольный стрелок» К. М. фон Вебера). Провёл в Меце два сезона, затем в 1896—1897 гг. пел в Штеттине, после чего на протяжении 30 лет был солистом Гамбургской оперы. Участвовал в премьерных исполнениях «Обжоры» (1907), «Изеили» (1909) и «Марике из Нимвегена» (1923) Эжена д’Альбера, «Кобольда» (1904) Зигфрида Вагнера, «Выбора невесты» (1911) Ферруччо Бузони, «Соломенной вдовы» (1920) Лео Блеха и др. Пользовался известностью в вагнеровском репертуаре, в 1902 г. пел на Байройтском фестивале. Гастролировал в лондонском Ковент-Гардене (1907), Дрездене, Цюрихе, Амстердаме и др.